# Aliabad (Golbajar)
Aliabad (Persa: علي اباد, también romanizado como 'Alīābād) es una aldea en el distrito rural de Bizaki, distrito Central de Golbajar, condado de Golbajar, provincia de Jorasán Razaví, Irán. En el censo de 2006, su población era de 21 habitantes, distribuidos en 7 familias.